# Загорень (Румунія)
Загорень, Загорені (рум. Zahoreni) — село у повіті Ботошані в Румунії. Входить до складу комуни Маноляса.
Село розташоване на відстані 398 км на північ від Бухареста, 37 км на північний схід від Ботошань, 98 км на північний захід від Ясс.

## Населення
За даними перепису населення 2002 року у селі проживали 610 осіб, з них 609 осіб (99,8%) румунів. Усі жителі села рідною мовою назвали румунську.